# مئوية السينما السودانية
يعتبر الفيلم السويسري التسجيلي للمخرج السويسري د.م.دافيد أول فيلم يصور في السودان عام 1910 عن رحلة صيد قام بها المخرج. والذي تم عرضه بعد عامين بمدينة الأبيض عاصمة ولاية شمال كردفان كأول مدينة تشهد عرضا سينمائيا في السودان أمسية الثلاثاء 27 فبراير 1912 بحضور هربرت كتشنر، ليؤرخ بداية السينما في السودان.
- تصنيف الفلم:تسجيلي
- المدة: 40 دقيقة.

## 116 فيلما في 70 عاما

### إنشاء أول دار عرض
خلال الفترة ما بين 1910 وحتي 1981 بلغ عدد الأفلام التسجيلية والتعليمية المنتجة عن السودان 116 فيلما، لجهات إنتاج أوربية وأمريكية.
أول فلم عرض في السودان كان الفلم البريطاني التسجيلي القصير «افتتاح خط سكك حديد الأبيض الخرطوم» عام 1912 بمدينة الأبيض.
عام 1924 أنشئت أول دار عرض بالسودان، وظلت الدار الوحيدة بالخرطوم حتى نهاية عصر السينما الصامتة. اما أول دار عرض بالخرطوم للافلام الناطقة كانت عام 1930 .

## السينما بعد الاستقلال
في عام 1956 استقل السودان، ليصبح جمهورية السودان، حيث كان جزءاً من المملكة البريطانية، وكانت بريطانية قد أعلنت الجمهورية عام 1953م.
بعد 10 سنوات، أصبح عدد دور العرض السينمائية 60 داراً.
في عام 1970 تم تأميم الإستيراد والتوزيع دون الإنتاج ودون دور العرض.
بعد 7 سنوات أنشئت مؤسسة الدولة للسينما.
في عام 1978 بلغ عدد الأفلام التي عُرضت في السودان 243 فيلماً، منها 214 فيلما أمريكيا، والأخري أمريكية أو أوربية. بعد عامين وصل عدد دور العرض إلى 67 داراً عام 1980.

## السينما في عهد الإنقاذ

### قاعات مضاءة
بعد ثورة الإنقاذ الوطني بدات دور العرض تغلق، أبوابها، حتى وصل عددها بعد 20 عاما إلى سبعة دور عرض عام 2009 لعدد السكان البالغ نحو 40مليونا، قبل انفصال جنوب السودان. في عام 2009 كانت اغلب الافلام التي عرضت في السودان افلاما هندية للعمال الهنود ومن دون اظلام للقاعات اثناء العروض حسب القانون، وهي الحالة الوحيدة من نوعها في العالم. لم تكن نتيجة ثورة الإنقاذ إغلاق أغلب دور العرض في السودان فقط، وإنما توقف الإنتاج السينمائي على نحو يكاد يكون تاماً.

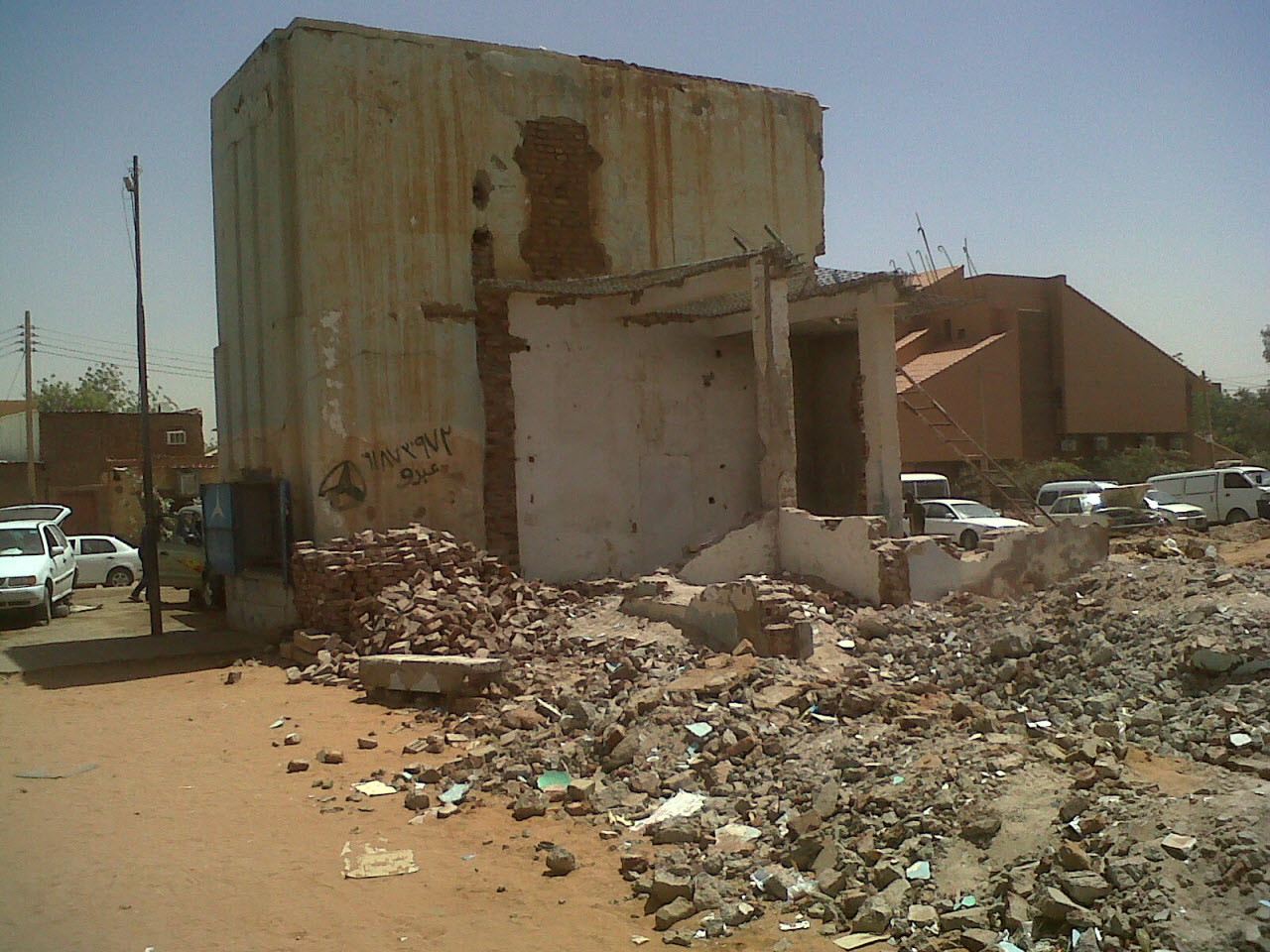
بقايا سينما الوطنية بحري في يوم 3 مارس 2013

### تصفية مؤسسة الدولة للسينما
شهد العام 1991 تمت تصفية مؤسسة الدولة للسينما، وقسم السينما في مصلحة الثقافة، ووحدة السينما في التلفزيون، بل أغلق نادي السينما بعد 20 عاما من تأسيسه. في العام 1993 صدور قانون جديد للسينما (بعد قانون 1974)، ثم في 1996 صدور قانون جديد آخر للسينما. صحيح أن "إدارة الإنتاج السينمائي بقيت الجهة الحكومية الوحيدة لإنتاج الأفلام.

### منع فيلم تسجيلي
لكن الرقابة «الدينية» المشددة تعوق الإنتاج الحكومي أو الخاص، لدرجة وصلت إلى حد منع فيلم تسجيلي قصير عن الحياة البرية، لأن«أرداف النعامة موحية» بحسب التقرير الرسمي.

## مرور 50 عاما على الإنتاج السينمائي

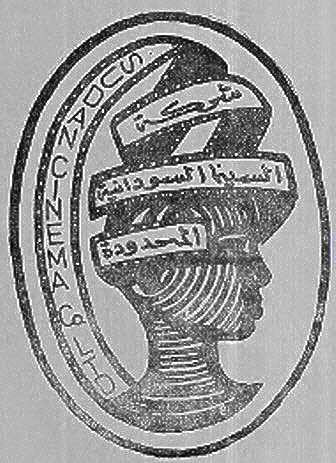
شعار شركة السينما السودانية تأسست 1940

مع تأسيس شركة السينما السودانية عام1940 والتي أنتجت افلاما غنائية قصيرة مع شركة مصر للتمثيل والسينما في مصر لأشهر المغنيين السودانيين • عام 1949 صدر قانون لتنظيم صناعة السينما • في عام 1949 أنشأت السلطات البريطانية وحدة أفلام السودان لإنتاج أفلام تسجيلية وتعليمية وجريدة سينمائية نصف شهرية. استمرت الوحدة بنفس الاسم عقب، استقلال السودان عام 1956 وفي عام 1972 تم ضمها إلى إدراة الإنتاج السينمائي في وزارة الثقافة والأعلام-ولاتزال قائمة- ليس هناك فيلموجرافيا علمية عن إنتاج الوحدة، لكن اللجنة التي شكلتها في أبريل 1999 حصرت وجود 3654 فصلا (الفصل حوالى 10 دقائق) من الأفلام وأعداد الجريدة التي أُنتجت خلال 50 سنة (1949~1999).
كان رائدا وحدة الإنتاج السينمائي هم:
1- كمال محمد إبراهيم
كمال محمد ابرهيم أخرج أول أفلامه السينمائية بعنوان الطفولة المشردة
إنتاج عام 1952
التصنيف: روائي قصير.
2- جاد الله جبارة (1920~ الخميس 12 أغسطس 2008).
أخرج جاد الله جبارة أول أفلامه بعنوان
غابات جنوب السودان عام 1954
التصنيف تسجيلي قصير.

### تأسيس تلفزيون السودان
بدأ الإنتاج التلفزيوني مع تأسيس التلفزيون عام 1963 لوحدة السينما.
في عام 1968 شهد إنشاء أول نادٍ للسينما أسسته وأدارته سعاد إبراهيم أحمد.

### أول فلم سوداني
شهدت سنة 1970 إنتاج أول فيلم سوداني روائي طويل بعنوان أحلام وآمال.
إخراج: الرشيد مهدي
إنتاج: أبراهيم حسين ملاسي • في 1972 تم إنشاء قسم للسينما في مصلحة الثقافة بوزارة الثقافة والإعلام • وخلال عام 1974 صدور قانون جديد للسينما.

## أول فيلم روائي تمنعه الرقابة
على الرغم من أن فيلم «شروق» كان من إنتاج، إدارة الإنتاج السينمائي وزارة الثقافة عام 1974 ، قامت الرقابة السودانية بمنعه، وأخرجه أنور هاشم.

### إنتاج أول رواية للطيب صالح
في العام 1976صور المخرج الكويتي خالد الصديق من إنتاج شركته الكويتية فيلم عرس الزين، للروائي الطيب صالح. وفي سنة 1978 صدرت مجلة السينما عن وزارة الثقافة (صدر منها 3 أعداد). كما شهد العام 1980 صدور مجلة السينما والمجتمع (5 اعداد).كان وراء إصدار هاتين المجلتين مجموعة من رواد الثقافة السينمائية أبرزهم الباحث والمخرج عبد الرحمن نجدي.

## إنتاج 7 أفلام خلال 40 عاما
في الفترة من 1970~ 2009 تم إنتاج 7 أفلام روائية طويلة، أهمها تاجوج سنة 1980، وبركة الشيخ سنة 1998 إخراج جاد الله جبارة. من أهم الأفلام السودانية الروائية القصيرة أفلام حسين شريف (1945~2005) وإبراهيم شداد، وكلاهما من شعراء السينما العربية.
لحسين شريف فلم انتزاع الكهرمان إنتاج 1957 ، وقيل عنه انه شاعر كلاسيكي يجمع بين لغات السينما والشعر والرسم والموسيقي. يتخذ من جزيرة سواكن المهجورة معادلاً درامياً موضوعيا درامياً موضوعيا للتعبير عن رؤيته الصوفية للوجود. يعتبر هذا الفلم من روائع الأفلام القصيرة على المستويين العربي والعالمي. أما إبراهيم شداد فهو شاعر سوريالي في تعبيره عن شقاء الإنسان والحيوان في جمل 1980، وعن المذبحة التي قام بها الجيش التركي عام 1882 وقتل فيها آلاف السودانيين، في الحبل . أيضا في إنسان 1993 عن رعب مواطن بسيط مما يحدث في الواقع السوداني، وفي الأفلام الثلاث لايستخدم شداد الحوار أو التعليق. اما الأفلام التسجيلية القصيرة، فإلي جانب افلام الرائدين كمال محمد إبراهيم وجاد الله جبارة تبرز أفلام مثل السودان الحديث لعام 1962 إخراج الخيرهاشم، والذي كتب تعليقه، الطيب صالح. أحلام صغيرة 1968اخراج محمد عيد زكي جذع النار 1973 إخراج حسين شريف، وبعدها بعامين أخرج الطفولة.

## ظهورأول مخرجة
وتجيء حورية حاكم لتخرج الزار في عام 1976، وهي أول مخرجة سودانية. في العام 1978 أخرج الطيب مهدي "4 مرات للأطفال" تخرج الطيب مهدي في المعهد العالي للسينما بمصر عام 1976.العام 2008مولت"فورد فاونديشن مجموعة أفلام متميزة لـ جماعة الفيلم السوداني من أهمها:
- آلام الوطن
- المملكة المنهوبة

إخراج سليمان محمد إبراهيم
جبل مرة من إخراج صلاح محمد عبد الرحيم.وأخرج الطيب مهدي «عيال المطمورة» وكلها عن ولاية دارفور الكبري، والتي تحولت إلى مشكلة عالمية عام 2003 .

## سينما المهجر
خلال عشرين عاما مابين، 1989-2009 هاجر ملايين السودانيين، من بينهم السينمائيين، ونشأت نتيجة لذلك سينما المهجر (وهي كلها أفلام قصيرة)، منها الفلم التسجيلي البريطاني «دائرة الألم» للمخرجة إنعام حماد 1996، والفيليمن التسجيلين المصريين «يوميات في المنفي 2000» إخراج حسين شريف و«المصرية» عطيات الأبنودي (إخراج مشترك) و«التراب والياقوت: رسائل من الغربة» إنتاج، 2005 إخراج حسين شريف وكان مدير التصوير«المصري» محمود عبد السميع. من أفلام المهجر أيضا الفيلم القطري«ايتام مايقوما» إخراج تغريد السنهوري المقيمة بدولة قطر إنتاج قناة الجزيرة عام 2007 وفي عام 2009 أنتجت تغريد السنهوري فيلما تسجيليا قصيرا بعنوان«أم مجهولة» الذي صورته في السودان عن معاناة النساء اللواتي يُنجبن من دون زواج. في العام 2009 تخرجت مروى زين في المعهد العالي للسينما بمصر وأخرجت خلال سنوات الدراسة 4 أفلام مصرية من أفلام الطلبة. ثم الفيلم التسجيلي «راند» 2006 عن المصورة الفوتوقرافية الفلسطينية الكبيرة «راند شعث» والروائي «سلمى» والتسجيلي «بلاد غريبة» عام 2008 ثم فلم التخرج «لعبة» وهو فلم قصير والذي نال عدة جوائز.